# Fabianite
La fabianite è un minerale appartenente alla classe dei borati.

## Abito cristallino
Il minerale cristallizza nel sistema monoclino.

## Forma in cui si presenta in natura
Il minerale si presenta traslucido, di colore bianco o anche incolore.